# Itinga
Itinga – miasto i gmina w Brazylii, w stanie Minas Gerais.